# 身体完全同一性障害
身体完全同一性障害（しんたいかんぜんどういつせいしょうがい、Body Integrity Identity Disorder、BIID）または身体完全性違和（しんたいかんぜんせいいわ、Body integrity dysphoria、BID）とは、身体障害を負うことへの欲求、それに伴う体調不良など有害な結果をもたらす状態である。四肢欠損性愛と関連づけられる。四肢切断同一性障害（amputee identity disorder）、ゼノメリア（xenomelia）とも呼ばれ、かつては四肢切断愛（Apotemnophilia）と呼ばれていた。

## 症状
身体完全同一性障害（以下BIID）は、肢体、通常は脚の切断、または視覚障害者・聴覚障害者になりたいという強い願望を特徴とする、精神的イメージ像と身体的イメージ像との間に不一致がある、稀にしか研究されていない状態である。この状態になる人は時々、手足の喪失または感覚に対する欲求と関連する性的覚醒の感覚を持っている。
一部の人は自分たちの欲求を実行し、補綴やその他の道具を使って障害者を装う。中には、報道機関に報告したり、研究者との電話でのインタビューに応じるなどして、「余計な」手足の自己切断を行ったことを報告する者もいる。例えば、電車が通過する線路の上に足を置いたり、外科医に切断を頼まなければならないほど四肢を損傷することによってである。しかし、医学文献では、実際の自己切断の症例は、あったとしてもわずかしか記録されていない。
小児期早期に発病する極めて稀な疾患である。しかしながら、BIIDを持つ人々は、それよりも年齢を重ねてから治療を求める傾向がある。パーソナリティ障害との関連は薄い。家族の精神疾患歴とは関連性がなく、過去の外傷との強い相関もない。
この状態にある人々は、自分自身のことを「トランスエイブルド（transabled）」と呼ぶことがある。

## 診断
国連のWHOが定めている精神疾患に関する分類『疾病及び関連保健問題の国際統計分類』（ICD-11）では「身体的苦痛症または身体的体験症群」の下位診断のひとつとして「身体完全性違和（Body integrity dysphoria）」が分類されている。ICD-10にはなく、ICD-11から新設された。
現在の健康な身体機能に対する持続的な不快感または強い否定感情を伴うことによる、手や足の切断、対麻痺、失明といった有意な方法によって身体障害者になることへの強い持続性の欲望があり、それによって有意な社会機能の障害を認めるか、患者本人の健康や生命を有意な危機にさらす場合、診断される。身体完全性違和は、統合失調症など他の精神疾患や詐病、性別不合、他の医学的状態ではじゅうぶんに説明できないものとされる。

## 原因
原因はまだよく分かっておらず、右頭頂葉の機能不全により起こるという説があるが不明である。他人の手症候群(alien-hand syndrome)などと同様、実際の身体部位と脳内の身体地図(ボディ･マップ)との齟齬、ボディ･マップ内の接続欠陥、ボディ・マップ自体の損傷などに起因する障害の一つとする考えもある。

## 治療
認知行動療法、抗うつ剤の使用、手術が報告されている。
治療および未治療の転帰がわかっていない。四肢を切断後もBIIDが持続したという症例が報告されている。

## 歴史
四肢切断愛は、心理学者のグレッグ・ファースとジョン・マネーによって1977年の記事で最初に主に性的指向として言及された。1986年、マネーは彼が身体欠損性愛と呼ぶ同様の症状について述べている。つまりパートナーの切断に伴う性的興奮である。2004年以前の出版物は一般的にはケーススタディーであった。スコットランドの外科医ロバート・スミスが、この状態にある2人の人物の健康な手足を切断する手術を行った後、1990年代後半にこの状態は世間の注目を集めるようになった。
2004年、精神科医マイケル・ファーストが最初の臨床研究を発表した。この研究では4分の1が切断を受けた52人を調査している。その研究に基づいて彼は「身体完全同一性障害」という用語を生み出し、それを性的倒錯ではなく同一性障害とみなした。ファーストの研究発表後、神経性疾患としてBIDを研究する取り組みが行われ、神経画像やその他の技術を用いてBID患者の考えられる脳の原因を探ろうとした。研究によりBID患者は右肢よりも左肢の切断を望んでいる可能性が高いことが暫定的に判明しており、右前頭葉損傷と一致している。ガルバニック皮膚反応では望ましい切断場所は、時間経過とともに安定したままであり、欲求はしばしば幼児期に始まることが判明している。この研究は、BIDを完全に説明するものではなく、心理性的発達理論研究も進行中である。